# Джеймс Кобърн
Джеймс Кобърн (на английски: James Coburn) е американски актьор. 

## Биография
Джеймс Харисън Кобърн III е роден на 31 август 1928 г. в Лоръл, Небраска. Син е на Джеймс Харисън Кобърн II и Майлет С. Кобърн (по баща Джонсън). Неговият баща и съименник е от шотландско-ирландски произход, а майка му е имигрант от Швеция. Баща му има гаражен бизнес в Лорел, който е унищожен от Голямата депресия.  Кобърн е израснал в Комптън, Калифорния, където посещава колежа „Комптън джуниър“.
През 1950 г. Кобърн е призован в армията на Съединените щати, където служи като шофьор на камион и от време на време като дисководещ на армейска радиостанция в Тексас. Той също така е разказвач във филми за обучение на армията в Майнц, Западна Германия.  Посещава Градски колеж на Лос Анджелис,  където учи актьорско майсторство с друг бъдещ актьор Джеф Кори под ръководството на Стела Адлер, а по-късно прави дебюта си на сцената в La Jolla Playhouse в „Били Бъд“ на Херман Мелвил. 

### Кариера
Уестърнът „Великолепната седморка“ (1960) и екшънът за Втората световна война „Голямото бягство“ (1963) получават голяма слава. И в двата филма режисирани от Джон Стърджис, Кобърн участва с приятелите си Стив Маккуин и Чарлз Бронсън, а във „Великолепната седморка“ участва и с Робърт Вон, когото познава от колежа. През 1965 г. той участва в уестърна на Сам Пекинпа „Майор Дънди“, а по-късно се появи в още два филма на този режисьор.
Във филмите „Нашият човек Флинт“ (1966) и „Двойникът на Флинт“ (1967) Кобърн играе таен агент, пародирайки ролята на Шон Конъри в поредицата филми за Джеймс Бонд. В края на 1960-те години актьорът не се снима толкова често, увлечен от ученията на дзен, тибетския будизъм и източните бойни изкуства, на които го обучава Брус Лий. 
През 1971 г. Кобърн играе ирландски революционер във филма на Серджо Леоне „Наведи се“. В този уестърн за мексиканската революция, Род Стайгър е негов партньор.
През 1970-те излизат още два филма на Сам Пекинпа с участието на Кобърн, уестърнът „Пат Гарет и Били Хлапето“ (1973) и драмата за Втората световна война „Железен кръст“ (1977). Кобърн и Пекинпа остават приятели до смъртта на режисьора през 1984 г.
Поради ревматоидния артрит, Кобърн не се появява много на екрана през 1980-те години на миналия век, през което време записва песни с британската певица Линси де Пол и понякога се появява в телевизионни сериали. През 1990-те години се завръща към активната си работа в киното, отново играе в уестърни и екшън филми. За ролята си в драмата „Огорчение“ (1997) печели първия си Оскар за най-добра поддържаща мъжка роля, преди това никога не е бил номиниран за Оскар.

### Личен живот
Джеймс Кобърн се жени два пъти. Първият му брак е с Бевърли Кели през 1959 г., те имат две деца заедно.  Двойката се развежда през 1979 г. след 20 години брак. 
По-късно се жени за актрисата Пола Мурад Кобърн на 22 октомври 1993 г. във Версай, Франция. Остават женени до смъртта на Кобърн през 2002 г.  Двойката създава благотворителна организация, Фондацията на Джеймс и Пола Кобърн. 
Кобърн е студент по бойни изкуства и приятел на колегата си актьор Брус Лий. След ранната смърт на Лий, Кобърн е един от носачите на ковчега му на погребението на 25 юли 1973 г. 

### Смърт
Джеймс Кобърн почива от сърдечен удар на 18 ноември 2002 г. в дома си в Бевърли Хилс, Калифорния на 74-годишна възраст. Съпругата му Пола казва, че той е починал в ръцете й.  Пола Кобърн почина от рак по-малко от две години по-късно, на 30 юли 2004 г., на 48-годишна възраст. 

## Отличия
- 1998 – Оскар за най-добра поддържаща мъжка роля във филма „Огорчение“.

## Избрана филмография
| Година | Филм                                   | Оригинално заглавие             | Роля                       | Режисьор         |
| ------ | -------------------------------------- | ------------------------------- | -------------------------- | ---------------- |
| 1959   | Самотният ездач                        | Ride Lonesome                   | Уит                        | Бъд Бетикър      |
| 1960   | Великолепната седморка                 | The Magnificent Seven           | Брит                       | Джон Стърджис    |
| 1963   | Голямото бягство                       | The Great Escape                | Луис Седжик                | Джон Стърджис    |
| 1963   | Шарада                                 | Charade                         | Текс Пентолоу              | Стенли Донън     |
| 1965   | Скъпият покойник                       | The Loved One                   | Служител по имиграцията    | Тони Ричардсън   |
| 1965   | Майор Дънди                            | Major Dundee                    | Самюел Потс                | Сам Пекинпа      |
| 1967   | Водопой №3                             | Waterhole No. 3                 | Лутън Коул                 | Уилям Греъм      |
| 1973   | Пат Гарет и Били Хлапето               | Pat Garrett and Billy the Kid   | Пат Гарет                  | Сам Пекинпа      |
| 1975   | Гризни оловото                         | Bite The Bullet                 | Люк Матюс                  | Ричард Брукс     |
| 1980   | Влюбени двойки                         | Loving Couples                  | Д-р Уолтър Кърби           | Джак Смайт       |
| 1984   | Стреляй пръв                           | Draw!                           | Сам Старет                 | Стивън Стърн     |
| 1990   | Млади стрелци 2                        | Young Guns II                   | Джон Чизум                 | Джеф Мърфи       |
| 1993   | Монахини в действие 2: Отново в играта | Sister Act 2: Back in the Habit | мистър Крисп               | Бил Дюк          |
| 1994   | Маверик                                | Maverick                        | Комодор Дювал              | Ричард Донър     |
| 1994   | Примка                                 | Deadfall                        | Майк, Лу                   | Кристофър Копола |
| 1996   | Заличителят                            | Eraser                          | шеф Белер                  | Чък Ръсел        |
| 1996   | Смахнатият професор                    | The Nutty Professor             | Харлан Хартли              | Том Шадиак       |
| 1997   | Огорчение                              | Affliction                      | Глен Уайтхаус              | Пол Шредер       |
| 1999   | Разплата                               | Payback                         | Ферфакс                    | Брайън Хелгеланд |
| 2000   | Дръзкият                               | Intrepid                        | Капитан Хел Джоузефсън     | Джон Пуч         |
| 2001   | Таласъми ООД                           | Monsters, Inc.                  | Хенри Дж. Уотърнюз III     | Пийт Доктър      |
| 2002   | Снежни кучета                          | Snow Dogs                       | Джеймс Джонсън (Джек Гром) | Брайън Левант    |